# Scars of Mirrodin
Scars of Mirrodin – dodatek do kolekcjonerskiej gry karcianej – Magic: the Gathering, pierwszy dodatek w bloku Scars of Mirrodin. Imprezy przedpremierowe miały miejsce 25 września, ich uczestnicy otrzymywali specjalnie na tę okazję przygotowane, foliowane karty promocyjne Wurmcoil Engine z alternatywnym rysunkiem. Imprezy premierowe miały miejsce 1 października, uczestnicy otrzymywali foliowaną kartę Steel Hellkite z alternatywnym rysunkiem.

## Fabuła dodatku
W dodatku tym następuje powrót do świata przedstawionego w bloku Mirrodin, jednak jakiś czas po zdarzeniach w nim przedstawionych. Na Mirrodinie narasta konflikt pomiędzy rdzennymi mieszkańcami, Mirranami, a odradzającymi się siłami Phyrexii. Za obecną sytuację odpowiada twórca tego świata Karn, który jest nieświadomy swojego zakażenia Phyrexiańskim Olejem (tajną bronią Phyrexii). Olej ten sprawia iż żywe ciało pokrywa się metalem, a metal ciałem. Aktualne miejsce pobytu Karna nie jest znane, jednak na Mirrodin przybywają planeswalkerzy (pl. wędrujący): Elspeth (znana z bloku Shards of Alara) oraz Venser (znany z bloku Time Spiral), gdzie łączą siły z Kothem, dla którego jest to świat macierzysty.

## Tematyka
Scars of Mirrodin rozwija tematykę artefaktów, oraz mechanikę Poison, przy czym jest wyraźny podział: kolory czerwony, niebieski i biały operują głównie na artefaktach i mechanice Metalcraft, natomiast kolory zielony i czarny na mechanice Infect i Proliferate. Zarówno infect, jak i proliferate mają na celu rozwinięcie starej koncepcji znaczników trucizny (ang. poison counters), która według zasad pozostałych jeszcze z pierwszych edycji sprawia, że gracz z 10 znacznikami trucizny na sobie przegrywa.

## Zestawy Startowe
- Myr of Mirrodin – (Biała)
- Metalcraft – (Niebiesko/Czerwone)
- Phyrexian Poison – (Czarno/Zielona)
- Relic Breaker – (Czerwono/Zielona)
- Deadspread – (Niebiesko/Czarna)

## Mechaniki
W dodatku tym wprowadzone zostały nowe zdolności i mechaniki:
- Infect
- Metalcraft
- Proliferate

Zdolności kart wykorzystane we wcześniejszych dodatkach:
- Imprint